# ماريا هيل
ماريا هيل هي شخصية خيالية ظهرت في مارفل كومكس وهي المديرة السابقة لمنظمة شيلد.ظهرت الشخصية لأول مرة في 2005 وهي من ابتكار براين مايكل بنديس وديفيد فينش.